# تحول الثقافة

## تحول ثقافة الغربية
بدأت الثقافة  «الغربية» أو الأوروبية الخضوع للتغير السريع بدءاً من وصول كولومبوس في العالم الجديد، ومروراً بالثورة الصناعية. تتميز الفترة الحديثة، من 1914–1945، كحقبة كانت التحولات فيه عالية، ومع الحرب العالمية الأولى التي كانت بمثابة لحظة  فاصلة بدات واستمرت كعلامه للفترة الحديثة. وحكمت أعمال العصريين التي بلغت ذروتها في الأدب في هذه الفترة. وتشمل: ت. س. إليوت، إرنست همنغواي، جرترود شتاين، عزرا باوند، وجيمس جويس. وهم يمثلون غالبية الأمريكيين المغتربين الذين يعيشون في الخارج بعد الحرب وتميزت بشدة بي جربة الحرب. وكتب قدرا كبيرا من الأدب يحاولون أن ينقلو تجربة الحرب العالمية الأولى. ومن بين هذه قصيدة «عزرا باوند»، «هيو سيلوين ماوبيرليي»، نشر في عام 1920. وتشير القصيدة حمق المتصورة للحرب العالمية الأولى، ولكن أيضا فقدان الإيمان بالمثل الإمبراطورية البريطانية والغربية. مثال آخر على الأدب خلال هذا الوقت هو قصيدة المناهض للحرب «دولتشي مؤسسة اللياقة»، الكاتب ويلفريد أوين. هذه القصيدة مسابقات التقاليد الراسخة النبالة، أسئلة وفكرة الموت للبلد. الستينات كانت فترة مضطربة في الثقافة الغربية، وخاصة في أوروبا نظراً إلى ما يلزم إعادة الهيكلة شديدة بعد في أعقاب الحرب العالمية الثانية وفي الولايات المتحدة نظراً لمشاركته المثيرة للجدل في الشؤون السياسية سواء في الحرب الباردة وجنوب شرق آسيا مع حرب فيتنام، وكان ينظر فيها إلى دور الولايات المتحدة من احتفظ اتجاهات كاطالة أمد الآثار المتبقية لعقود سيطرة الاستعمارية في المنطقة الآسيوية التي اقتصاديا جيدا إلى هل القوى الأوروبية. تميزت هذه الفترة بإجراء عدد من التغييرات الاجتماعية الناشئة بما في ذلك شكل حساسية لعدم جدوى الحرب التي أشعلت مئات من مسيرات احتجاج وانتفاضات شعبية على نطاق العالم، ارتفاع المد والجزر وعي فيما يتعلق بالحاجة إلى تغيير سلبي أغلبية ساحقة سباق-العلاقات في تعاطي المخدرات التجريبية ونوع جديد في الموسيقى الشعبية، الولايات المتحدة الأمريكية وتحول عام بعيداً عن نورماتيفيس الاجتماعية للأجيال السابقة. الخروج من هذه الحقبة نشأت بعض القوى أقوى اليوم، مثل شبكة الإنترنت. الإنترنت أنشئت في جزء كبير منه بالناس وتتعاون، مع فرص، وتجارب خارج من إعدادات الشركة. هناك العديد من الأفراد الذين تم الانتباه إلى التكنولوجيا في مهدها نشطاء والتقدميين. بعض العلماء والمنظرين الاجتماعية نعترف أننا تشهد تغيير ثقافي آخر أحدثتها الثورة الصناعية الجديدة. هذه الثورة لتغيير طريقة أن المنتجات ويتم التخلص منها، كيف يتم تشييد المباني، وعلاقتنا بالعالم الطبيعي وعاصمتها. انظر أيضا: قوانين العزل، الاستنكاف الضميري، أيار/مايو 1968.